# Kirill Wadimowitsch Schtschetinin
Kirill Wadimowitsch Schtschetinin (russisch Кирилл Вадимович Щетинин; * 17. Januar 2002 in Kursk) ist ein russischer Fußballspieler.

## Karriere

### Verein
Schtschetinin begann seine Karriere bei Lokomotive Moskau. Zur Saison 2019/20 wechselte er in die Jugend von Zenit St. Petersburg. Zur Saison 2021/22 wurde er an den FK Rostow verliehen. In Rostow spielte er ebenfalls zunächst für die U-19. Im Oktober 2021 stand er gegen Lok Moskau erstmals im Kader der Profis. Sein Debüt in der Premjer-Liga gab er schließlich im selben Monat, als er am zwölften Spieltag jener Saison gegen Arsenal Tula in der 82. Minute für Choren Bajramjan eingewechselt wurde.

### Nationalmannschaft
Schtschetinin durchlief von der U-15 bis zur U-18 sämtliche russische Jugendnationalteams. Mit der U-17-Auswahl nahm er 2019 an der EM teil. Mit acht Treffern in den sechs Quali-Spielen war der Stürmer der beste Torschütze der Qualifikation gewesen. Bei der Endrunde kam er in allen drei Partien der Russen zum Einsatz und traf auch einmal, Russland schied allerdings punktelos in der Vorrunde aus.